# Шестак Сергій Віталійович
Сергій Віталійович Шестак (22.06.1988-18.03.2022) — молодший сержант Збройних Сил України, учасник російсько-української війни, що загинув під час російського вторгнення в Україну.

## Життєпис
Народився 22 червня 1988 року на Чернігівщині. Останні роки життя мешкав у м. Черкаси.
Один із лідерів аматорського футбольного клубу «Черкаські козаки». Під час російсько-української війни — військовослужбовець Збройних Сил України.
Загинув 18 березня 2022 року в бою під Волновахою на Донеччині. Залишились дружина і маленька донька.

## Нагороди
- орден «За мужність» III ступеня (2022, посмертно) — за особисту мужність і самовіддані дії, виявлені у захисті державного суверенітету та територіальної цілісності України, вірність військовій присязі[5].